# Raúl Tamudo Montero
Raúl Tamudo (Santa Coloma de Gramenet, 19 d'octubre de 1977) és un exjugador de futbol professional català, que jugava com a davanter. Internacional tant en la selecció catalana com l'espanyola en diverses ocasions. Ha jugat durant molts anys al RCD Espanyol, club en què la seva vàlua, la seva personalitat, qualitat esportiva i entrega als colors li van fer guanyar l'estima de l'afició perica i la capitania de l'equip. És el màxim golejador català de la història de la lliga.

## Trajectòria esportiva
El jugador va començar la seva carrera futbolística al Milan de Santa Coloma de Gramenet, fins que el 1992 va ser fitxat pel RCD Espanyol B, després de ser rebutjat pel FC Barcelona. Al cap de dues temporades jugant entre el filial i el primer equip, va ser cedit, primer al Deportivo Alavés i posteriorment a la UE Lleida. Amb la finalització de la temporada, torna a Barcelona per jugar al primer equip del RCD Espanyol.
L'any 2000, després de guanyar la primera Copa del Rei contra l'Atlètic de Madrid, en la final de la qual dos minuts després de començar el partit va marcar un gol de murri a l'excompany Toni Jiménez, i després de perdre la final olímpica a Sydney 2000, el club va rebre una oferta del Glasgow Rangers, que va acceptar pel bé del club, però el fitxatge es va cancel·lar per consell dels metges del club escocès, que afirmaven que els problemes de genoll no li permetrien tenir una bona carrera com a futbolista.
El 28 d'octubre de 2006, va aconseguir marcar el seu gol número 100 a la Primera divisió amb la samarreta del RCD Espanyol, davant del Racing de Santander. Aquesta fita va provocar un posterior homenatge per part del club, premiant-li la seva reeixida trajectòria al club. El 9 de juny de 2007, marcant els dos gols del partit contra el FC Barcelona al Camp Nou (2-2) en la famosa nit del Tamudazo. Igualava i batia el rècord de gols en competició de l'equip espanyolista que el 1983 va establir Rafael Marañón. El 13 de gener de 2008 iguala Antoni Argilés com el jugador amb més partits disputats al club, amb un total de 301 partits. Aquests dos gols al Camp Nou encara van ser més ben rebuts entre l'afició perica perquè l'empat de l'Espanyol va acabar privant el Barcelona del títol de lliga una jornada després. En el darrer partit del RCD Espanyol a l'Estadi Olímpic de Montjuïc, el 31 de maig de 2009, va marcar el seu únic hat-trick.
El 8 de maig de 2010 va disputar el seu darrer partit com a jugador blanc-i-blau contra l'CA Osasuna a l'Estadi de Cornellà-el Prat on va rebre un emotiu homenatge per part de l'afició perica. Culminava així una etapa de 13 anys al RCD Espanyol on es va convertir en el màxim golejador de la història, i l'únic jugador del club que ha jugat en tres estadis diferents de l'entitat: l'Estadi de Sarrià, l'Estadi Olímpic de Montjuïc i l'Estadi de Cornellà-el Prat.
El 31 de juliol de 2010 fitxà per la Reial Societat per una temporada.
La seva estrena com a golejador amb la Reial Societat es va produir en la jornada 2 de Lliga davant la UD Almeria, com a visitant, un 13 de setembre de 2010, en el seu primer partit com a titular, en el minut 8, mitjançant un gran cop de cap.
El 29 de gener de 2011, marcant de nou davant la UD Almeria, aquesta vegada a Anoeta, Raúl Tamudo es va convertir en el jugador català amb més gols a primera divisió, amb 133 dianes, superant Quimet Murillo, jugador dels anys 50 i 60 que va vestir les samarretes del Valladolid i Saragossa.
El 25 d'agost de 2011, després de deixar la Real Sociedad, va fitxar pel Rayo Vallecano.
El dia 11 de març de 2012 aconseguí marcar a l'estadi de Cornellà-el Prat contra el seu exequip, el RCD Espanyol, convertint-se així en l'únic jugador que ha marcat a l'Estadi de Sarrià, l'Estadi Olímpic de Montjuïc i l'Estadi de Cornellà-el Prat.
Raúl Tamudo va arribar a ser el vintè màxim golejador de la història de la Primera divisió espanyola de futbol.
Va acabar la seva carrera al CE Sabadell.

## Palmarès
| Títol            | Equip        | Any         |
| ---------------- | ------------ | ----------- |
| Copa del Rei     | RCD Espanyol | 1999-2000   |
| Medalla de plata | Espanya      | Sydney 2000 |
| Copa del Rei     | RCD Espanyol | 2005-2006   |
| Copa Catalunya   | RCD Espanyol | 2005-2006   |
| Subcampió UEFA   | RCD Espanyol | 2006-2007   |